# Бавовняні тканини
Баво́вняні ткани́ни — тканини, вироблені з бавовняної пряжі. Асортимент бавовняних тканин дуже різноманітний за структурою, зовнішнім оформленням і призначенням.
Бавовняні тканини поділяються на кілька основних груп: білизняні, платтяні, одягові, підкладкові, меблево-декоративні.
Частина платтяних бавовняних тканин, яка становить у загальному виробництві велику питому вагу, виділена в самостійні групи — ситці, бязі, сатини. Основна маса бавовняних тканин виготовляється головними переплетеннями.
Є кілька видів і методів переплетення ниток під час виготовлення тканин:
- просте;
- складне;
- з дрібним малюнком;
- з великим малюнком.

Прості переплетення поділяються на саржеві, полотняні, сатинові і атласні. З урахуванням типу переплетення волокон отримують певний тип матерії за властивостями, якостями і областю використання.
Полотняне плетіння має однакове зображення з лицьової та зворотної сторони. На підставі цього принципу і відбувається виготовлення тонкої бавовняної тканини під назвою батист. В ролі сировини для виробництва ниток виступає тонковолокниста бавовна.
Для створення сатинового і атласного плетіння використовують переплетення з 4-х ниток утоку і однієї нитки основи. Переплетення саржеве здійснюється під кутом, в результаті чого тканина набуває високої м'якості в порівнянні з матеріалом, отриманим полотняним переплетенням.
Бавовняна матерія із дрібним поперечним рубчиком (репсова фактура) носить назву Трувіль. Її виробляють з гладкою лицьовою стороною і набивним зображенням у вигляді поздовжніх смуг.
Застосування різноманітних видів переплетення в комбінації дозволяє домогтися необхідного зображення на поверхні матеріалу. Завдяки такій техніці переплетення габардин має вигляд бавовняної тканини в смужку, вуаль — прозора.

## Різновиди бавовняних тканин
- Сатин — елітна тканина, що має блискучу поверхню. Основними характеристиками є м'якість і міцність. Сатин виробляють їх пряжі бавовни гребінного і карданного чесання.
- Батист — тонка і ніжна матерія, для якої характерна висока міцність. Отримують цей вид бавовняної тканини з тонкої гребінної пряжі.
- Ситець — тонкий бавовняний матеріал, який отримують на основі міткалю.
- Оксамит — дуже м'яка і приємна на дотик матерія, поверхня якої має короткий ворс. Він формується при стрижці залишків пряжі. Знайшов своє застосування при пошитті штанів, суконь і штор.
- Бязь — постільний варіант матерії, в складі якої присутній 100 % натуральна бавовна простого полотняного плетіння. Матеріал має прекрасну здатність вбирати вологу і акуратний зовнішній вигляд, є простотою в догляді.
- Фланель — вид бавовняного матеріалу з м'якою або вовняною поверхнею. Тип переплетення — полотняний або саржевий. Найчастіше використовується дитяча фланель.
- Байка — матеріал високої щільності, що має густий ворс і м'яку поверхню. Його активно застосовують при пошитті піжам, сорочок і ковдр.
- Гіпюр — тканина, що має різні переплетення волокон, злегка схожі на мереживо. Є затребуваними при виготовленні жіночих суконь, блузок і білизни.
- Тафта — матерія високої щільності, отримана з туго скручених волокон.
- Трико — матеріал високої щільності з чітким малюнком.
- Тюль — матеріал в сітку, який використовується для виготовлення фіранок.
- Серпанок — тонка матерія, тип переплетення — полотняний.
- Коленкор — тканина, яку використовують як підкладку.
- Краше — легкий матеріал, що володіє ефектом «м'якості». Часто використовують при пошитті жіночого вбрання.
- Кретон — матеріал високої щільності, з полотняним типом переплетення.
- Вольта — тонка легка матерія з полотняним типом переплетення.